# Hedwig and the Angry Inch (Film)
Hedwig and the Angry Inch ist eine Verfilmung des 1998 in New York Off-Broadway uraufgeführten Musicals Hedwig and the Angry Inch aus dem Jahr 2001. John Cameron Mitchell schrieb den Text des Musicals und war später auch Regisseur und Hauptdarsteller des Films. Die Handlung orientiert sich am Lebenslauf von Jayne County. Die Musik von Musical und Film schrieb Stephen Trask.

## Handlung
Erzählt wird die Lebensgeschichte von Hedwig, die als Rock-and-Roll-Drag-Queen durch Amerika reist, ursprünglich aber als Hansel in Ost-Berlin geboren wurde. Anhand von mehreren bizarren Ereignissen wird die Verwandlung von Hansel in Hedwig beschrieben und dabei auch der Umstand, dass bei der „Geschlechtsumwandlung“ etwas danebenging und Hansel/Hedwig statt eines Geschlechtsorgans nur noch der „Angry Inch“ blieb.

## Kritiken
Die Geschichte wird hierbei genretypisch hauptsächlich durch die Lieder erzählt, dennoch besticht der Film auch durch seine äußerst aufwändige Kostümierung (Hedwig trägt 41 verschiedene Outfits) und die sehr guten schauspielerischen Leistungen, die auf die Besetzung mit Theaterschauspielern zurückgehen.
- „Strange, how the movie seems to be loud, flashy and superficial, and yet gives a deeper dimension to its characters.“ Roger Ebert, 3. August 2001, Chicago Sun-Times.[2]

## Hintergrundinformationen
Das Film-Budget betrug etwa 6 Millionen US-Dollar. Gedreht wurde in Toronto, Kanada.
Den Film gibt es in englischer Sprache in Deutschland als Import aus Großbritannien zu kaufen. Als Extras gibt es eine 90-minütige, aufschlussreiche Dokumentation über die Entstehung von Bühnenshow und Film, einen Audiokommentar mit John Cameron Mitchell und Frank DeMarco, sowie zwei gelöschte Szenen.

## Auszeichnungen (Auswahl)
- 1999 gewann John Cameron Mitchell als Regisseur beim National Board of Review. Nominiert war er für ein Bronze Horse.
- 2001 gewann John Cameron Mitchell eine Honorable Mention beim Stockholm International Film Festival.
- 2001 gewann John Cameron Mitchell beim Gotham Award einen Open Palm Award.
- 2001 gewann John Cameron Mitchell einen Teddy Award bei den Internationalen Filmfestspielen in Berlin für den besten Film.
- 2001 gewann John Cameron Mitchell beim Sundance Film Festival den Publikumspreis und den Regiepreis. Eine Nominierung gab es für ihn beim Großen Preis der Jury.
- 2001 gewann John Cameron Mitchell den New Generation Award der Los Angeles Film Critics Association.
- 2002 gewann der Film bei den GLAAD Media Awards in der Kategorie Outstanding Film – Limited Release.
- 2002: Nominierungen in 5 Kategorien bei den Independent Spirit Awards.
- 2002: Nominierungen in 6 Kategorien bei den Satellite Awards.
- 2002: Nominierung des Hauptdarstellers John Cameron Mitchell für einen Golden Globe Award.
- 2002: Nominierungen von John Cameron Mitchell bei den Online Film Critics Society Awards in den Kategorien Bester Newcomer – Filmemacher und Bester Newcomer – Darstellung.